# Vivian Wu
Vivian Wu (en chinois: 邬君梅), née le 5 février 1966 à Shanghai, est une actrice sino-américaine,. Elle perce dans le cinéma en 1987 en apparaissant dans le film biographique Le Dernier Empereur. Plus tard, elle est joue dans les films Iron & Silk (en 1990), Mutronics (en 1991), Entre ciel et terre (en 1993), Les Tortues Ninja 3 (en 1993), Le Club de la chance (en 1993) et tient le rôle principal dans The Pillow Book (1996) et Les Sœurs Soong (1997). En 2020, elle incarne le Docteur Lu Wang dans le drame de science-fiction Away, diffusé sur Netflix.

## Biographie

### Jeunesse
Vivian Wu naît le 5 février 1966 à Shanghai, en Chine. Elle est la fille de Zhu Manfang, l'une des principales actrices chinoises des années 1940 et 1950. Elle fréquente la Shanghai Shixi High School et commence à jouer à l'âge de 16 ans au Studio de cinéma de Shanghai. En 1987, elle fréquente la Hawaii Pacific University, où elle étudie le tourisme.

### Carrière
En 1985, Vivian Wu, âgé de 19 ans, passe une audition pour le rôle de Wen Xiu dans le film de 1987 de Bernardo Bertolucci, Le Dernier Empereur. Six mois plus tard, elle est choisie pour le rôle, et fait ses débuts sur grand écran. Vivan Wu joue ensuite dans le film dramatique Shadow of China en 1989, réalisé et co-écrit par Mitsuo Yanagimachi, puis dans la comédie d'action Iron & Silk en 1990. L'année suivante, elle apparaît dans le film de comédie de super-héros Mutronics avec Mark Hamill. Elle est choisie par People comme l'une des 50 plus belles personnes du monde en 1990.
Vivian Wu est acclamée par la critique après être apparu en 1993 dans Le Club de la chance réalisé par Wayne Wang, et avoir joué le rôle principal dans le film dramatique érotique The Pillow Book en 1996. Elle joue également Mitsu dans le film de 1993 Les Tortues Ninja 3. Elle joue ensuite la figure historique de Soong May-ling dans le film dramatique historique de 1997 Les Sœurs Soong, ainsi que dans The Founding of a Republic en 2009 et dans la série télévisée Departed Heroes en 2011.
Outre le cinéma, Vivan Wu travaille également à la télévision, faisant des apparitions dans des séries telles que Le Retour des Incorruptibles, La Loi de Los Angeles, Les Contes de la crypte, Highlander, JAG, Arabesque, FX, effets spéciaux, Urgences, et Ghost Whisperer. Elle joue également dans le jeu vidéo d'action Supreme Warrior en 1994. Pour le rôle de May-Lin Eng dans Eve and the Fire Horse en 2005, Vivian Wu reçoit une nomination aux prix Génie. Elle apparaît également dans le jeu vidéo Indiana Jones et le Tombeau de l'empereur en tant que Mei Ying. Elle est l'une des quatre juges originales de "Worlds got Talent" de Hunan TV.
En 2020, Vivian Wu fait son retour dans les productions hollywoodiennes après près de 25 ans, avec un rôle principal dans le rôle de l'astronaute chinoise Lu Wang, dans le drame de science-fiction Netflix Away aux côtés de Hilary Swank,.

### Vie privée
Vivian Wu épouse le réalisateur et producteur américain d'origine cubaine Oscar Luis Costo en 1994. Elle devient ensuite citoyenne des États-Unis.

## Filmographie

### Films
- Le Dernier Empereur (1987)
- Iron & Silk (1990)
- Shadow of China (1990)
- Mutronics (1991)
- Entre ciel et terre (1993)
- Les Tortues Ninja 3 (1993)
- Le Club de la chance (1993)
- Vanishing Son (1994)
- Woman Rose (1996)
- The Pillow Book (1996)
- Les Sœurs Soong (1997)
- A Bright Shining Lie (1998) (TV Film)
- The Legend of Pig Eye (1998)
- Blindness (1998)
- 8 Femmes ½ (1999)
- Dinner Rush (2000)
- Roses Are Red (2000)
- Red Skies (2002)
- Encrypt (2003)
- Beauty Remains (2005)
- Kinamand (2005)
- Eve and the Fire Horse (2005)
- Shanghai Red (2006)
- Desires of the Heart (2008)
- The Founding of a Republic (2009)
- Shanghai Blue (2010)
- Snow Flower and the Secret Fan (2011)
- The Story of a Piano (2011)
- Departed Heroes (2011)
- To Forgive (2012)
- Judge Zhan (2012)
- The Palace (2013)
- Feed Me (2013)
- Who is Undercover (2014)
- Perfect Couple (2014)
- The Queens (2015)
- Go Lala Go 2 (2015)
- Everybody's Fine (2016)
- Youth Dinner (2017)
- The Lost Soldier (2017)
- Father and Son (2017)
- Cry Me a Sad River (2018)
- Knockout (2019)
- Dead Pigs (2019)

Sources,,

### Télévision
- Millennium "Siren" (1998)
- Cage à lapins (2009)
- Strange World  (1999 - 2000)
- Highlander (1994)
- Secret Agent Man (2000)
- JAG  (1995)
- Les Contes de la crypte (1995)
- Arabesque (1996)
- The First Half of My Life (2017)
- Ruyi's Royal Love in the Palace (2018)
- Qin Dynasty Epic (2019)
- Away (2020)
- Grey's Anatomy : Station 19 (2021)
- Irma Vep (2022)

### Jeux vidéos
- Supreme Warrior (1995)
- Indiana Jones et le Tombeau de l'empereur (2003)